# Bradley James
Bradley Michael James (ur. 11 października 1983 w Exeter, w hrabstwie Devon) – brytyjski aktor.

## Kariera
Po raz pierwszy wystąpił w teatrze w wieku 17 lat. Przez 3 lata uczęszczał do Drama Centre London. James bardzo często gra w teatrze w Londynie. W 2008 zagrał w serialu kryminalnym Lewis, gdzie wcielił się w postać Jacka Rotha, chłopaka biorącego udział w płatnych ulicznych walkach. W tym samym roku wystąpił w filmie BBC Dis/Connected. Popularność przyniosła mu rola króla Artura w serialu Przygody Merlina. W 2009 James wystąpił w krótkometrażowym dramacie Portobello 196.